# 1era Església Protestant a Rubí
La 1era Església Protestant a Rubí o Església Evangèlica de Rubí és una església cristiana protestant del municipi de Rubí (Vallès Occidental). L'edifici és una obra protegida com a bé cultural d'interès local.

## Descripció
És un edifici entre mitgeres amb accessos des dels carrers Colom i Virgili. Un pati interior separa l'església de l'escola. A l'església l'estructura és de pilars i jàsseres amb forjat pla, a l'escola l'estructura és de murs de càrrega. La façana al carrer Colom descobreix l'ús religiós de l'edifici, que posseeix un gran valor simbòlic, sense relació arquitectònica amb l'espai interior. Formalment intenta imitar l'estil gòtic. A la façana del carrer Virgili destaquen els arcs de totxo vist i la fusteria. Les grans finestres donen gran lluminositat al recinte. Darrere i a sobre la tribuna, hi ha un retaule, i a cada costat d'aquesta tribuna, hi ha les portes que donen l'accés a la sagristia, una, i al jardí l'altra.